# 文路爾·費南迪斯
文路爾·亨里克·塔瓦雷斯·費南迪斯（葡萄牙語：Manuel Henrique Tavares Fernandes，發音：[mɐnu'ɛɫ fɨɾ'nɐ̃ðɨʃ]；1986年2月5日—）是一名葡萄牙足球運動員，擔任中場，現時效力伊朗職業足球聯賽球會沙巴罕。他是法兰克福球員謝臣·費南迪斯的表兄。

## 外部連結
- Soccerway資料庫：文路爾·費南迪斯
- zerozero.pt 文路爾·費南迪斯檔案 （页面存档备份，存于）
- 足球数据库：文路爾·費南迪斯的球员统计数据
- Liga de Fútbol Profesional 文路爾·費南迪斯數據 （西班牙文）
- 文路爾·費南迪斯 – FIFA國際賽競賽紀錄 (存檔)